# San Benedetto Po
San Benedetto Po – miejscowość i gmina we Włoszech, w regionie Lombardia, w prowincji Mantua.
Według danych na rok 2004 gminę zamieszkiwało 7476 osób, 108,3 os./km².